# Affaire Jean-Claude Mercier
Le texte peut changer fréquemment, n’est peut-être pas à jour et peut manquer de recul. 
Le titre et la description de l'acte concerné reposent sur la qualification juridique retenue lors de la rédaction de l'article et peuvent évoluer en même temps que celle-ci.
Pour un article plus général, voir Abus sexuels sur mineurs dans l'Église catholique en France.
L'affaire Jean-Claude Mercier est une affaire judiciaire mettant en cause un ancien prêtre catholique français, Jean-Claude Mercier, pour des viols sur un mineur de plus de 15 ans. Il est par ailleurs accusé par de nombreux témoignages de faits prescrits d'agressions sexuelles et de viols commis sur des mineurs et de jeunes adultes sur une durée de plus de trente ans. 
Mis en examen en juillet 2023, il est placé en détention provisoire et renvoyé en septembre 2024 devant une cour criminelle.

## Historique

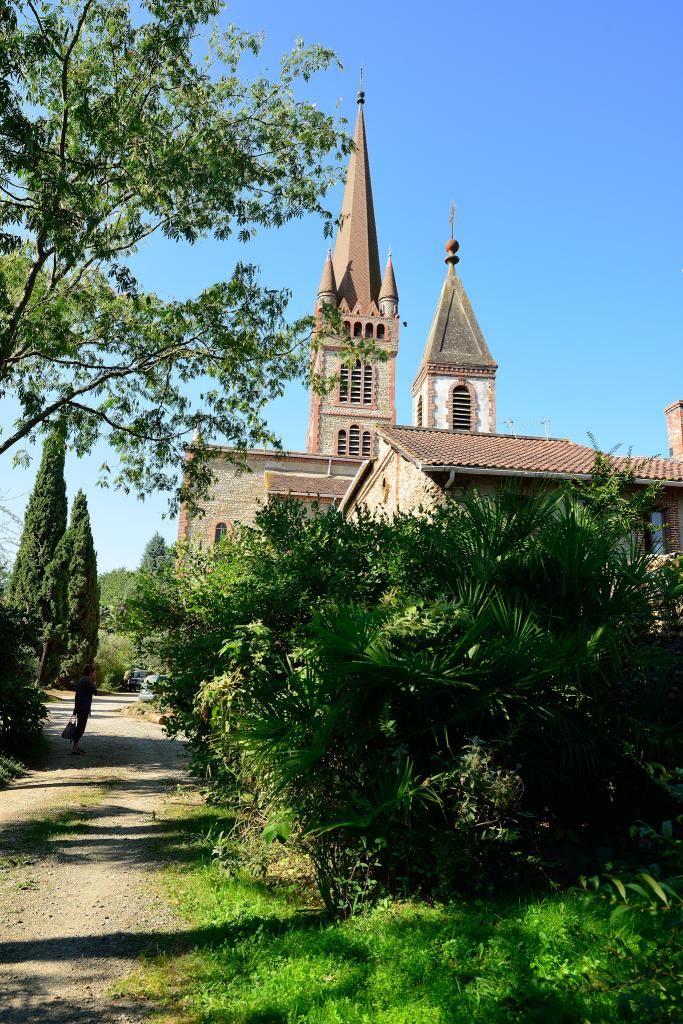
Abbaye de Tarasteix

Né en 1942 et originaire de Bretagne, Jean-Claude Mercier est ordonné prêtre en 1970 dans le diocèse de Djibouti. Sans mandat de l’Église catholique, il s'installe en 1976 à Tarasteix, à une vingtaine de kilomètres de Tarbes, dans un ermitage en ruine construit en 1857 par le frère carme Hermann Cohen, le Saint-Désert de Tarasteix, faussement rebaptisé par Mercier « l'abbaye Notre Dame de l'Espérance »,,,.
À partir de 1977, sur plusieurs décennies, le lieu fait l'objet d'une restauration grâce à des bénévoles et des marginaux accueillis à l'« abbaye » de Tarasteix. Jean-Claude Mercier obtient en 1979 une audience de Jean-Paul II qui accorde sa bénédiction à l’œuvre.
Ceux qui travaillent sur le chantier sont employés pour certains de manière irrégulière : Jean-Claude Mercier est ainsi condamné en 1988 pour travail dissimulé,. Une enquête canonique du diocèse aurait eu lieu à la fin des années 1990 en lien avec des abus sexuels.
L'association « Notre-Dame de L’Espérance » qui gère le lieu et édite une revue est financée par 3 000 donateurs à hauteur de 200 000 euros par an.

### Soupçons de détournement de fonds
En mai 2015, un signalement du directeur adjoint de Tracfin, qui a observé des mouvements suspects sur les comptes de Jean-Claude Mercier, déclenche une enquête préliminaire du procureur de Tarbes. Mercier aurait encaissé plus de 70 000 euros de dons destinés à l’association « Notre-Dame de L’Espérance » sur deux comptes personnels au premier semestre 2015. Dans le même temps, le prêtre aurait retiré d'importantes sommes d'argent en liquide pour un montant s'élevant à 30 000 euros. Mercier est placé en garde à vue en décembre 2016. Il fait valoir qu'il utilise son compte personnel pour les dépenses afférentes à l'« abbaye » de Tarasteix et qu'il n'y a eu aucun enrichissement personnel. Selon Mercier, le retrait des 30 000 euros aurait été destiné à venir en aide à une famille de gens du voyage, justification jugée « rocambolesque » selon les termes du procès-verbal d'audition. Bien que s'estimant trompé par cette famille dans cette affaire, Mercier lui aurait néanmoins fait par la suite d'importants dons - 29 500 euros au total - entre mars 2015 et août 2016. L'affaire est classée sans suite en 2017.
En février 2020, une nouvelle enquête préliminaire est ouverte contre Jean-Claude Mercier à la suite d'une plainte du fils d'une donatrice âgée. Ce dernier estime que le don de sa mère et le sien ont été détournés de leur destination - la restauration de l'« abbaye » - au profit de tiers désignés par Mercier, lequel avait pour habitude de demander à ses donateurs de ne pas renseigner l'ordre des chèques qu'on lui transmettait. Un homme, condamné en 2017 à de la prison ferme pour agression et extorsion d’hommes homosexuels, figurerait parmi les bénéficiaires. 

### Accusation de viols sur des dizaines de mineurs
En janvier 2017, Nicolas Brouwet, nommé en 2012 évêque du diocèse de Tarbes et Lourdes, adresse au procureur de Tarbes un dossier sur Jean-Claude Mercier contenant des dizaines de courriers adressés à l'évêché sur plusieurs décennies par des victimes présumées, habitant différentes régions de France, des résidents de l'« abbaye » de Tarasteix, des paroissiens et des prêtres qui dénoncent des viols commis par Mercier sur des garçons âgés de 9 à 20 ans, dès la fin des années 1970. Sont détaillées des fellations imposées ainsi que des sodomies ayant occasionné des déchirures anales. De l'argent aurait été donné par le prêtre en échange du silence de ses victimes. Une enquête est menée par la brigade de recherche de Tarbes mais elle ne parvient à identifier et retrouver que deux victimes. Les faits sont prescrits, ayant été révélés beaucoup trop tard par le diocèse, et classés sans suite par la justice en janvier 2018,,.
Dans un communiqué du 25 février 2021, Nicolas Brouwet indique qu'à la suite d'une enquête canonique Jean-Claude Mercier a interdiction de dispenser les sacrements, tout comme deux autres prêtres résidant à l'« abbaye ». Il dissuade les fidèles catholiques de se rendre à Tarasteix et d'en financer le chantier. Jean-Claude Mercier conteste la décision de l'évêque qu'il attribue à des accusations malveillantes « d'avoir une sexualité non conventionnelle » et de pratiquer une mauvaise gestion, ce qu'il dément en s'estimant victime de sa trop grande générosité. Il s'interroge sur le fait que l’Église aurait des éléments contre lui, alors qu'elle n'en a jamais dit mot depuis son installation, 45 ans auparavant,.
Une enquête préliminaire est finalement ouverte en novembre 2021. Elle fait suite à un signalement auprès du procureur en avril de Jean-Marc Sauvé, président de la Commission Indépendante sur les abus sexuels dans l’église (Ciase) qui avait recueilli le témoignage d'un ancien résident de l'« abbaye » se disant victime de Mercier. De nombreuses plaintes et signalements parviennent au procureur. Une vingtaine de personnes sont entendues. Selon Bruno Gallet, entré dans l'« abbaye » comme bénévole, Mercier aurait abusé pendant des décennies des adolescents issus de la communauté des gens du voyage, versant de grosses sommes d'argent à leurs parents en échange de leur silence, ce que confirment d'autres témoins. Mercier est visé par les plaintes de sept hommes qu'il aurait agressés sexuellement ou violés alors qu'ils étaient mineurs,,.
Dans un communiqué du 15 décembre 2022, Jean-Marc Micas, évêque de Tarbes et Lourdes, annonce que Mercier a été renvoyé de l'état clérical par le pape François à l'issue de l'enquête canonique. Mercier fait valoir dans la presse qu'il avait de toute façon quitté l’Église catholique en mars 2021 pour rejoindre la « Petite Église apostolique vieille catholique »,. 

### Mise en examen et incarcération
À l'issue de sa garde à vue le 10 juillet 2023, Jean-Claude Mercier est mis en examen et placé en détention provisoire à Tarbes le 12 juillet pour le viol d'un mineur, V. C., âgé de 17 ans au moment des faits entre 1997 et 2002. Il est également placé sous le statut de témoin assisté, en raison de la prescription des faits, pour le viol d'un jeune majeur, le frère du premier, en 2006. Tous les deux appartiennent à la communauté des gens du voyage. Des investigations sont menées pour établir les faits concernant les autres mineurs et trouver d'éventuelles victimes de Mercier qui ne se seraient pas manifestées,,,,.
Lors de son audition le 25 juillet devant la chambre de l'instruction de la cour d'appel de Pau, Jean-Claude Mercier reconnaît « avoir fait des anomalies », des « dérapages » avec cinq mineurs, consentants selon lui. Le compte-rendu d'audience révèle que Mercier a commis dans les années 1990 et 2000 des viols sur des garçons âgés de 9 à 14 ans séjournant en colonie de vacances à l'« abbaye » de Tarasteix et eu des relations sexuelles tarifées avec de jeunes toxicomanes. L'un d'eux témoigne qu'il rencontrait trois fois par semaine Mercier, qui en échange de faveurs sexuelles lui procurait l'argent nécessaire à l'achat d'héroïne. Des témoins évoquent des enfants amenés de force à l'« abbaye » en échange d'argent, ce que corroborent en partie des écoutes téléphoniques qui révèlent des demandes d'argent pour des motifs indéterminés. L'audience révèle également l'existence du dossier envoyé à la justice par Nicolas Brouwet en 2017. Jean-Claude Mercier demande sa remise en liberté alléguant des problèmes de santé, ce à quoi s'oppose l'avocat général devant le risque de pressions sur les victimes et de récidive : « l'an dernier, il accueillait encore des centaines de scouts à Tarasteix. »,,.
Le 27 août 2023, une proche de Mercier comparaît devant la justice pour lui avoir extorqué plusieurs milliers d'euros entre 2021 et juillet 2023. Se prétendant indicatrice de police et amie du procureur, elle promettait à Mercier en échange d'argent un soutien dans le cadre de la procédure judiciaire le concernant. Elle est condamnée à 6 mois de prison avec sursis et à l'indemnisation de Jean-Claude Mercier à hauteur des sommes extorquées,.
En juillet 2024, Jean-Claude Mercier est à nouveau auditionné devant la chambre de l'instruction de la cour d'appel de Pau après avoir redemandé une remise en liberté. Un doute subsiste cependant sur la minorité au moment des faits de sa victime présumée, selon l'avocat de Mercier.

### Renvoi devant la cour criminelle
Le 9 septembre 2024, Mercier est renvoyé devant la cour criminelle par une ordonnance de la juge chargée de l’instruction. La magistrate estime qu'il existe « des charges suffisantes contre Jean-Claude Mercier d’avoir, à Tarasteix du 20 décembre 1997 au 19 décembre 1998, par violence, contrainte, menace ou surprise, commis des actes de pénétrations sexuelles sur la personne de [V. C.] avec cette circonstance que ces faits ont été commis sur un mineur de plus de 15 ans. » Un non-lieu partiel est prononcé sur les viols commis sur la victime présumée entre 1998 et 2002, les faits étant prescrits en raison de la majorité de la victime. L'ordonnance récapitule l'ensemble des témoignages portant sur d'autres faits prescrits, comme des agressions sexuelles sur des mineurs de 15 ans en 1999 et également sur un autre mineur en 2004. Elle confirme que Mercier a acheté le silence d'une dizaine de jeunes hommes au moyen de 160 mandats postaux. Selon les informations du magazine Marianne, Jean-Claude Mercier devrait être libéré avant la tenue de son procès dont la date n'a pas été fixée.
Malgré l'action judiciaire en cours, l'« abbaye » de Tarasteix continue d'accueillir des élèves d'un collège public voisin pour des courses d'orientation.